# Islote Motu Kao Kao
El islote Motu Kao Kao, o islote Kao Kao, es el menor de los tres islotes deshabitados que conforman el lugar más occidental de Chile, ubicados al sur de la Isla de Pascua. Sus coordenadas son: 27°11'44.22"S - 109°26'59.19"O. Los tres islotes tienen aves marinas; Motu Nui también era un lugar esencial para el Tangata Manu u hombre ave (hombre pájaro), que era el culto de la religión de la isla en el período comprendido entre la época de los moais y el cristianismo (la isla se convirtió al catolicismo en la década de 1860). Este archipiélago conforma la cumbre de una montaña volcánica de gran tamaño que se eleva a más de 2000 m desde el fondo del mar. La superficie en hectáreas de cada uno es:
- Motu Nui: 3,9
- Motu Iti: 1,6
- Motu Kao Kao: 0,1

El ritual era una competencia para recoger el primer huevo del manutara, es decir del gaviotín pascuense o del gaviotín apizarrado. Esto tenía lugar a partir de lo que ocurría en el islote Motu Nui, donde los "Hopu manu" (representantes de cada clan) esperaban a que algún manutara pusiera sus primeros huevos de la temporada; el "Hopu manu" que tomara el primer huevo se apresuraraba a nadar de regreso a Isla de Pascua; al llegar, luego de subir por los acantilados de Orongo, le presentaba el huevo a su patrocinador, en frente de los jueces de Orongo. Esto le daba a su patrocinador el título de Tangata Manu y gran poder en la isla durante un año. Muchos "hopu manu" murieron por tiburones o por caídas. El clan ganador tenía ciertos derechos incluyendo la recolección de los huevos y pichones de los islotes.

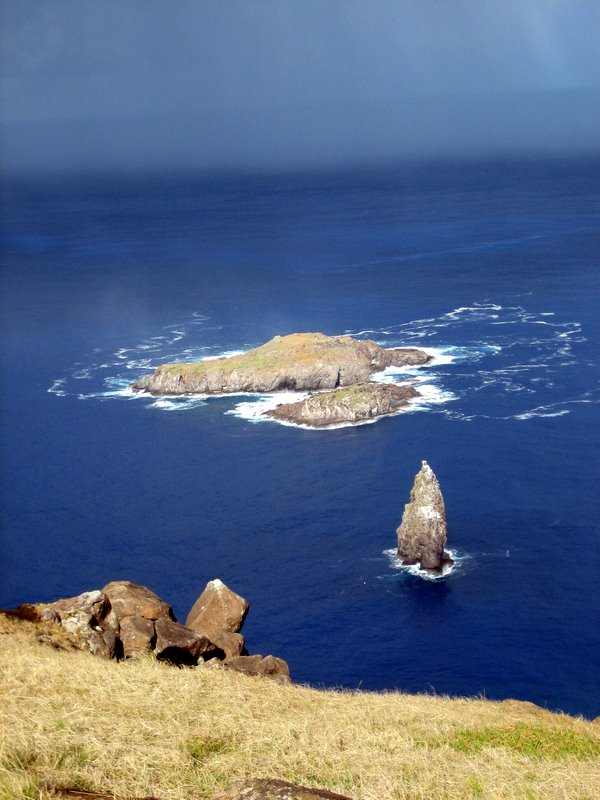
Otra vista del islote.

## Etimología
En el idioma rapanui, Motu significa isla,  y Kao Kao significa algo así como estirado, o alargado.

## Morfología
El islote Motu Kao Kao es solo una enorme roca que sobresale 20 m (65 pies) sobre el nivel del mar; se levanta desde un fondo de arena dorada a unos 60 m de profundidad, en una zona de corrientes fuertes. Sus paredes caen verticalmente, por lo que llegar a su cumbre conlleva dificultades. Su forma es rectangular, con medias máximas de 64 m de largo y 32 m de ancho; su superficie es de solo 1150 m². Próximos a este islote se encuentran otros dos de mayor superficie: Motu Iti (a 396 m), y el más alejado Motu Nui (a 557 m). De todos ellos, Motu Kao Kao es el más cercano a las costas de la isla de Pascua: a 670 m.
Motu Nui fue científicamente investigada por la expedición de Katherine Routledge en 1914, quien informó que 7 especies de aves marinas anidaban allí. Se exploraron dos cuevas en Motu Nui, en una de las cuales cada Hopu manu se albergaba a la espera del primer huevo de la temporada; la otra era utiliza para albergar a la Titahanga-o-te-Henua (la frontera de la Tierra), un pequeño moai, que luego fue incorporado a las colecciones del Museo de Pitt Rivers en Oxford, Inglaterra.
La última competencia enmarcada en los rituales del culto Tangata Manu ha tenido lugar en 1866. Los actuales visitantes de Rapa Nui disfrutan de la belleza de los motu a través de excursiones en pequeños barcos desde el puerto de Hanga Roa, la única ciudad de la isla. El buceo que se practica entre los Motus Nui y Kao Kao es excepcional, siendo un lugar muy buscado para los amantes del buceo de todo el mundo; si bien antaño era riesgoso pues sus aguas estaban densamente pobladas por tiburones, ahora es mucho más seguro, debido en gran parte a la sobrepesca.